# Чемпионат СССР по хоккею с мячом 1953
5-й чемпионат СССР по хоккею с мячом был проведён в виде однокругового турнира. Все матчи команд первой группы состоялись в Куйбышеве с 18 января по 3 февраля 1953 года. В чемпионате сыграно 28 матчей, в них забито 122 мяча. Чемпионом СССР стала команда ОДО (Свердловск).
Одновременно в Архангельске проходил турнир во второй группе. Право в следующем сезоне сыграть в высшем дивизионе завоевали хабаровский ОДО и команда КБФ (Таллин). Во второй группе было сыграно 28 игр, был забит 101 мяч.
Команда-победительница всесоюзного первенства была награждена переходящим призом Спорткомитета СССР. Игрокам команд, занявших первое, второе и третье места вручались дипломы I, II и III степени соответственно.

## Регламент
Согласно Положению о соревнованиях, команды, победившие в первенствах Москвы, Ленинграда или союзных республик (кроме РСФСР), если они не были представлены во всесоюзном чемпионате, получали право сыграть в переходных матчах с командой из соответствующего города или республики, которая показала худший результат в чемпионате СССР. Для команд из РСФСР было предусмотрено, что худшая российская команда уступит своё место коллективу из Казахской ССР, а в переходных матчах с победителем первенства РСФСР будет участвовать коллектив, который займёт второе снизу место среди российских команд. От участия в переходных матчах освобождались коллективы, занявшие призовые места в первой группе, а также команды из второй группы, добившиеся по итогам турнира повышения в классе.
Розыгрыш чемпионата проводился в двух группах: в первой и второй, в каждой из которых было по восемь команд. Соревнование проходило в виде однокругового турнира. Команда, набравшая больше всех очков в первой группе, становилась чемпионом страны, занявшие второе и третье место — серебряным и бронзовым призёром соответственно. Две худшие команды первой группы покидали её и следующий чемпионат должны были начать во второй группе. Две команды второй группы, набравшие наибольшее количество очков получали право следующий сезон начать в первой группе.

## Участники
| Команда              | Город          | Результат в прошлом сезоне            |
| -------------------- | -------------- | ------------------------------------- |
| I группа             |                |                                       |
| «Динамо»             | Москва         | 1 место в I группе                    |
| КВИФК им. Ленина     | Ленинград      | 2 место в I группе                    |
| ОДО                  | Свердловск     | 3 место в I группе                    |
| «Крылья Советов»     | Казань         | 5 место в I группе                    |
| ОДО                  | Рига           | 6 место в I группе                    |
| «Трактор»            | Красноярск     | 1 место в II группе                   |
| ОДО                  | Минск          | 2 место в II группе                   |
| «Буревестник»        | Москва         | переходные матчи (Москва)             |
| II группа            |                |                                       |
| «Водник»             | Архангельск    | 7 место в I группе                    |
| КБФ                  | Таллин         | 8 место в I группе                    |
| «Красная заря»       | Ленинград      | 3 место в II группе                   |
| Завод имени Калинина | Калининград    | 4 место в II группе                   |
| «Трактор»            | Харьков        | 5 место в II группе                   |
| «Локомотив»          | Днепропетровск | 7 место в II группе                   |
| ОДО                  | Хабаровск      | переходные матчи (РСФСР)              |
| ОДО                  | Петрозаводск   | переходные матчи (Карело-Финская ССР) |

## Первая группа
| М | Команда                        | 1   | 2   | 3   | 4   | 5   | 6   | 7   | 8   | В | Н | П | Мячи  | О  |
| - | ------------------------------ | --- | --- | --- | --- | --- | --- | --- | --- | - | - | - | ----- | -- |
| 1 | ОДО (Свердловск)               |     | 2:3 | 4:1 | 4:1 | 3:1 | 4:1 | 8:0 | 6:1 | 6 | 0 | 1 | 31-8  | 12 |
| 2 | ОДО (Рига)                     | 3:2 |     | 2:4 | 1:2 | 2:1 | 4:0 | 5:1 | 7:1 | 5 | 0 | 2 | 24-11 | 10 |
| 3 | «Трактор» (Красноярск)         | 1:4 | 4:2 |     | 4:2 | 0:3 | 3:1 | 1:1 | 4:1 | 4 | 1 | 2 | 17-14 | 9  |
| 4 | КВИФК имени Ленина (Ленинград) | 1:4 | 2:1 | 2:4 |     | 3:2 | 0:0 | 2:3 | 4:1 | 3 | 1 | 3 | 14-15 | 7  |
| 5 | «Буревестник» (Москва)         | 1:3 | 1:2 | 3:0 | 2:3 |     | 1:1 | 0:0 | 4:2 | 2 | 2 | 3 | 12-11 | 6  |
| 6 | «Динамо» (Москва)              | 1:4 | 0:4 | 1:3 | 0:0 | 1:1 |     | 2:0 | 3:2 | 2 | 2 | 3 | 8-14  | 6  |
| 7 | ОДО (Минск)                    | 0:8 | 1:5 | 1:1 | 3:2 | 0:0 | 0:2 |     | 1:2 | 1 | 2 | 4 | 6-20  | 4  |
| 8 | «Крылья Советов» (Казань)      | 1:6 | 1:7 | 1:4 | 1:4 | 2:4 | 2:3 | 2:1 |     | 1 | 0 | 6 | 10-29 | 2  |

- Занявшие два последних места ОДО (Минск) и «Крылья Советов» (Казань) были переведены во вторую группу.

### Составы команд и авторы забитых мячей
1. ОДО (Свердловск) (16 игроков): Ленин Арефьев, Александр Маскинский — Иван Балдин (3), Николай Борцов (6), Алексей Васильев (1), Анатолий Голубев (1), Павел Губин (11), Леонид Жуков (1), Феоктист Коптелов (3), Альвиан Кузнецов, Георгий Логинов (3), Борис Петров (2), Алексей Торговкин (2), Иван Фролов. В составе команды были также Валентин Атаманычев, Владимир Листочкин. Играющий главный тренер − Иван Иванович Балдин.
2. ОДО (Рига) (16 игроков): В. Серебряков — С. Богданов (1), У. Богданов, Николай Дульнев (2), Борис Ковалёв, Николай Кузьмин (2), Алексей Лобанов, Анатолий Муравьёв (1), Леонид Огерчук (9), Станислав Холмогоров (5), А. Щедрин. Заявлены были также В. Бобычев, Л. Гаронин , В. Ивакин , В. Капустин, М. Кузнецов. Играющий главный тренер − А. А. Щедрин.
3. «Трактор» (Красноярск) (15 игроков): Николай Быцкевич, Анатолий Горбунов — Виктор Анищенко (1), Иван Дворников (1), Кива Дралюк, Владимир Киреев, Анатолий Коротченко (2), Николай Косарев, Константин Крюков (4), Анатолий Мартынов (2), Николай Мартынов (7), Владислав Седякин, Владимир Шаес. В составе были также Николай Анищенко и Борис Лесняк. Главный тренер − В. Я. Шевелев.
4. КВИФК им. Ленина (Ленинград) (22 (?) игрока): Владимир Башкиров (?), Евгений Воронин — В. Артемьев (?), Виктор Булыгин (?), Анатолий Глазов (?), Абросимов, В. Давыдов, А. Дмитриев (2), Валентин Кулагин, Кулешов, Дмитрий Ликучёв (5), Пётр Лядов (?), Леонид Марютин (?), Максимычев, Сергей Никитин (?), Сергей Оплавин, Михаил Орехов (4), Потапов, Рязанов, П. Семёнов (3), Константин Туманов (?), Александр Чаплинский (?).
5. «Буревестник» (Москва) (21 (?) игрок): Анатолий Мельников — Виктор Бубнов (?), Л. Гвоздёв (2), Глухов, Евгений Дюжиков (?), Олег Воробьёв, Александр Зайцев (1), Василий Зайцев, Константин Клюйков (1), Василий Комаров, И. Кузьмин (?), Пётр Логашов (?), Николай Морковкин (2), Михаил Мухортов (?), Лев Обухов, Станислав Савицкий (?), Булат Сатдыков (2), А. Тимошин (2), Андрей Туркин, Борис Туркин (2), Яков Шейн (?).
6. «Динамо» (Москва) (14 игроков): Алексей Матчин (4; −7), Сергей Андреев (3; −7) — Борис Тарычев (7; 0), Николай Артёмов (7; 0), Владимир Туляков (7; 0), Сергей Ильин (7; 0), Николай Медведев (7; 1), Иван Давыдов (7; 0), Александр Суханов (5; 0), Сергей Соловьёв (7; 0), Анатолий Гусев (7; 1), Владимир Савдунин (7; 5), Александр Полевой (7; 1), Сергей Воробьёв (7; 0).
7. ОДО (Минск) (23 (?) игрока): А. Лови (?), Мартьянов — А. Абакумов, Дмитрий Бозыненков (1), Фёдор Бочкарёв (?), Ионас Буда(?), Михаил Воробёв (1), Н. Замятин, Карпов (?), Леонид Козлов (?), А. Коротких (1), Ковалевский, Дмитрий Кузнецов (2), Николай Макаров (1), Мокрожицкий (?), Юрий Павлов, Л. Пазухин, Прокофьев, Ю. Прохоров, С. Темнов (?), Свиридов, В. Фомин, Пётр Щербатенко (?).
8. «Крылья Советов» (Казань) (24 (?) игрока): Байков, Валерий Гудилов (?) — Воронцов (?), Войтюк, Гунин, К. Дунаев (?), А. Каргаполов (3), В. Кудряков (3), Лушин (1), Константин Муравьёв (?), И. Норкин (1), Носов, Оглоблин (?), Руденко (?), В. Руненков, Г. Руненков, Аркадий Рыгалов (1), В. Спиридонов (2), Савельев, Скрыгин, Д. Субботин (?), Шавенков, Шемяков (1), Зиновий Щелчков.

Лучший бомбардир — Павел Губин, ОДО (Свердловск), 11 мячей.

## Вторая группа
Соревнования во второй группе прошли в Архангельске с 18 января по 3 февраля 1953 года.
| М | Команда                            | 1   | 2   | 3   | 4   | 5   | 6   | 7   | 8   | В | Н | П | Мячи  | О  |
| - | ---------------------------------- | --- | --- | --- | --- | --- | --- | --- | --- | - | - | - | ----- | -- |
| 1 | ОДО (Хабаровск)                    |     | 1:1 | 1:1 | 1:0 | 4:0 | 1:0 | 7:0 | 5:1 | 5 | 2 | 0 | 20-3  | 12 |
| 2 | КБФ (Таллин)                       | 1:1 |     | 2:2 | 1:2 | 7:1 | 2:0 | 7:1 | 7:0 | 4 | 2 | 1 | 27-7  | 10 |
| 3 | «Водник» (Архангельск)             | 1:1 | 2:2 |     | 2:1 | 3:0 | 0:1 | 1:2 | 1:0 | 3 | 2 | 2 | 10-7  | 8  |
| 4 | «Красная заря» (Ленинград)         | 0:1 | 2:1 | 1:2 |     | 0:1 | 0:0 | 4:1 | 3:0 | 3 | 1 | 3 | 10-6  | 7  |
| 5 | Завод имени Калинина (Калининград) | 0:4 | 1:7 | 0:3 | 1:0 |     | 1:1 | 7:0 | 5:0 | 3 | 1 | 3 | 15-15 | 7  |
| 6 | ОДО (Петрозаводск)                 | 0:1 | 0:2 | 1:0 | 0:0 | 1:1 |     | 1:2 | 3:1 | 2 | 2 | 3 | 6-7   | 6  |
| 7 | «Локомотив» (Днепропетровск)       | 0:7 | 1:7 | 2:1 | 1:4 | 0:7 | 2:1 |     | 3:2 | 3 | 0 | 4 | 9-29  | 6  |
| 8 | «Трактор» (Харьков)                | 1:5 | 0:7 | 0:1 | 0:3 | 0:5 | 1:3 | 2:3 |     | 0 | 0 | 7 | 4-27  | 0  |

1. ОДО (Хабаровск) (16 игроков): Георгий Волков — Николай Варзин, Анатолий Вязанкин, В. Давыдов, Владимир Калинин, Василий Катанаев, И. Кочетков, В. Косарев, Михаил Медведев, С. Моисеев, В. Пирогов, Александр Пискунов, Александр Торопов, П. Трушков, Георгий Хрульков, Сергей Эдукарьянц. Играющий главный тренер - И. А. Кочетков.
2. КБФ (Таллин) (16 игроков): И. Кочаровский — Борис Абросов, Анатолий Ананьев, В. Борзенков, И. Гуревич, А. Каменщиков, Э. Кескюль, В. Ковалёв, В. Корнев, В. Матвеев, Н. Михайлов, А. Савельев, К. Смирнов, Б. Тимонин, Ю. Уваров, Н. Чеканов. Играющий главный тренер - В. Ковалёв.

- Команды ОДО (Хабаровск) и КБФ (Таллин) получили право на следующий год выступить в I группе.
- Команда «Трактор» (Харьков) потеряла место в чемпионате СССР.
- Команда завода имени Калинина, как худшая команда от РСФСР (без Москвы и Ленинграда) согласно Положению о соревнования уступила своё место в чемпионате СССР победителю первенства Казахской ССР.

### Переходные матчи
1. «Водник» (Архангельск) — «Урожай» (Перово) — 1:1, 3:0.
2. «Красная заря» (Ленинград) — «Электрик» (Ленинград) — 0:0, 0:0, 3:0.

«Водник» и «Красная заря» сохранили место в чемпионате СССР.

## II чемпионат РСФСР
Соревнования проводились в два этапа. На первом этапе с 8 по 19 февраля 1953 года прошли зональные соревнования. В них приняли участие 57 команд (8 команд от Московской области, и по одной от крупных промышленных городов, областей, краёв и АССР). Команды были разбиты на 8 зон. Сначала в каждой зоне состоялись предварительные матчи. Проигравшие команды выбывали из розыгрыша, а выигравшие провели однокруговые турниры, которые выявили участников второго этапа с разъездами.
В розыгрыше первенства РСФСР было запрещено принимать участие командам, выступающим в чемпионате СССР.
- Подмосковная зона (с разъездами). Победитель — «Урожай» (Перово).
- Центральная зона. (Тамбов). Победитель — «Машиностроитель» (Тамбов).
- Северная зона. (Ярославль). Победитель — ДО (Архангельск).
- Северо — Западная зона. (Боровичи), Новгородская область. Победитель — «Металлист» (Ковров).
- Поволжская зона. (Ульяновск). Победитель — «Динамо» (Ульяновск).
- Уральская зона. (Златоуст), Челябинская область. Победитель — «Металлург» (Нижний Тагил).
- Сибирская зона. (Томск). Победитель — ДО (Омск).
- Дальневосточная зона. (Благовещенск). Победитель — ДО (Благовещенск).

### Финальный турнир
Второй этап соревнований состоялся с 1 по 11 марта 1953 года в Нижнем Тагиле. В нём приняли участие 7 победителей зон и обладатель Кубка РСФСР ОДО (Иркутск), допущенный в турнир из-за отказа команды ДО (Омск). Команды были разбиты на две подгруппы.
Первая подгруппа
| М | Команда                    | 1    | 2   | 3   | 4    | В | Н | П | Мячи | О |
| - | -------------------------- | ---- | --- | --- | ---- | - | - | - | ---- | - |
| 1 | «Урожай» (Перово)          |      | 2:2 | 4:1 | 16:1 | 2 | 1 | 0 | 22-4 | 5 |
| 2 | «Металлист» (Ковров)       | 2:2  |     | 2:2 | 6:0  | 1 | 2 | 0 | 10-4 | 4 |
| 3 | ДО (Благовещенск)          | 1:4  | 2:2 |     | 7:0  | 1 | 1 | 1 | 10-6 | 3 |
| 4 | «Машиностроитель» (Тамбов) | 1:16 | 0:6 | 0:7 |      | 0 | 0 | 0 | 1-29 | 6 |

Вторая подгруппа
| М | Команда                    | 1   | 2   | 3   | 4   | В | Н | П | Мячи  | О |
| - | -------------------------- | --- | --- | --- | --- | - | - | - | ----- | - |
| 1 | «Металлург» (Нижний Тагил) |     | 2:1 | 3:2 | В:П | 3 | 0 | 0 | ??-?? | 6 |
| 2 | ОДО (Иркутск)              | 1:2 |     | 7:0 | 9:1 | 2 | 0 | 1 | 17-3  | 4 |
| 3 | ДО (Архангельск)           | 2:3 | 0:7 |     | 3:1 | 1 | 0 | 2 | 5-11  | 2 |
| 4 | «Динамо» (Ульяновск)       | П:В | 1:9 | 1:3 |     | 0 | 0 | 3 | ??-?? | 0 |

- Результаты одной игры неизвестны. Результат матча ОДО (Иркутск) − ДО (Архангельск) 7:0 приведён по газете «Восточно-Сибирская правда», 1953 год, 3 марта.

### Стыковые игры
- За первое место: «Урожай» (Перово) − «Металлург» (Нижний Тагил) 2:1.
- За третье место: ОДО (Иркутск) − «Металлист» (Ковров) В:П.
- За пятое место: ДО (Благовещенск) − ДО (Архангельск) В:П.
- За седьмое место: «Динамо» (Ульяновск) − «Машиностроитель» (Тамбов) В:П.

Команда «Урожай» (Перово) получила возможность сыграть в переходных матчах с «Водником» (Архангельск) за право участвовать в чемпионате СССР.
1. «Урожай» (Перово) (12 игроков): А. Анашкин — Е. Клюйков, В. Курнаков, В. Мансуров, В. Назаров, Б. Нуждин, В. Портнов, К. Рюмин, В. Сафронов, В. Титов, Я. Шеин, И. Шубин.
2. «Металлург» (Нижний Тагил) (14 игроков): В. Молочков — В. Брюханов, Ф. Кинев, А. Коротков, С. Коротков, Н. Назаров, П. Растворов, Б. Репин, Н. Семейкин, Г. Скорняков, А. Солопаев, А. Старцев, Ю. Шаврин, В. Юмашев.